# Cranaodes oroya
Cranaodes oroya är en fjärilsart som beskrevs av Robinson 1986. Cranaodes oroya ingår i släktet Cranaodes och familjen äkta malar.
Artens utbredningsområde är Peru. Inga underarter finns listade i Catalogue of Life.